# Buellas
Buellas es una comuna francesa situada en el departamento de Ain, de la región de Auvernia-Ródano-Alpes.

## Demografía
| 669 | 687 | 792 | 1 006 | 1 162 | 1 288 | 1 538 | 1 734 | 1 797 |
| Para los censos de 1962 a 1999 la población legal corresponde a la población sin duplicidades (Fuente: INSEE [Consultar]) |     |     |       |       |       |       |       |       |

## Hermanamientos
- Catalina (Rumania), desde 1989